# 54402 Jonathanbradshaw
54402 Jonathanbradshaw è un asteroide della fascia principale esterna. Scoperto nel 2000, presenta un'orbita caratterizzata da un semiasse maggiore pari a 2,980458 UA e da un'eccentricità di 0,076446, inclinata di 10,632588° rispetto all'eclittica. Ha un diametro di 5,829 km e un'albedo di 0,165.
Fa parte della famiglia di asteroidi Eos.
Jonathan Bradshaw è un osservatore di occultazioni anglo-australiano che nel 2021 ha notato il singolo battito di ciglia di una stella a 7,4 raggi dal pianeta nano Quaoar, dove non era previsto alcun evento. Osservazioni indipendenti di R. Langersek e J. Broughton hanno portato alla segnalazione all'Osservatorio di Parigi come un anello simile a Nettuno, senza alcuna osservazione sul lato in uscita.